# En cas d'emergència
La frase en cas d'emergència és una traducció de l'original en anglès In Case of Emergency, les inicials de la qual (ICE) donen nom a un programa proposat pel paramèdic Bob Brotchie el maig de 2005. Bob Brotchie va proposar que a l'agenda de contactes dels telèfons mòbils s'incloguin les sigles ICE1, ICE2, ICE3, etc. davant del nom de les persones amb les que volem que contactin en cas d'emergència. També es va suggerir que quan hom viatgi per l'estranger en els números seleccionats com ICE s'incorpori el codi internacional del país de procedència.
Aquesta norma simple i fàcil podria ser una bona ajuda en cas de necessitat. Està adoptada en diversos països del món, ja que podria ser d'utilitat per als serveis que atenen emergències (policia, bombers, serveis sanitaris, protecció civil o Creu Roja, entre d'altres) en cas que haguessin de contactar amb família de persones accidentades.
Bob Brotchie treballava al servei d'ambulàncies de l'Est d'Anglaterra, al Regne Unit. La idea es va materialitzar arran dels atemptats al Metro de Londres de 7 de juliol de 2005, quan va ser necessari contactar amb els familiars de les víctimes i ferits del tràgic atemptat.

## Aa (Avisar a)
La Creu Roja i el Ministeri de l'Interior d'Espanya van proposar el juliol del 2009 utilitzar «Aa» (Avisar a) seguit del nom de la persona a qui es vol que avisin. Cal introduir «Aa nom», on nom correspon al nom de la persona escollida per a contactar en cas que el posseïdor del telèfon tingui un accident, estigui inconscient o bé es vegi embolicat en una situació d'emergència. Així aquest número apareixerà sempre en primer lloc en l'agenda.
Si es vol afegir més persones a qui avisar en aquestes situacions, la Creu Roja i el Ministeri de l'Interior d'Espanya aconsellen que s'agreguin a la llista de contactes de la següent manera: «Aa1nom1», «Aa2nom2», «Aa3nom3», etc. Es recomana introduir aquestes entrades en tot mòbil, sobretot en els de familiars grans o persones amb problemes de salut.